# Indestrutível
"Indestrutível" é uma canção do cantor e drag queen brasileiro Pabllo Vittar, lançada como sexto e último single de seu álbum de estreia Vai Passar Mal (2017) em 10 de abril de 2018. Escrita por Rodrigo Gorky, Maffalda e Pablo Bispo. A canção expressa a representatividade da comunidade LGBT pela composição sobre autosuperação após ataques pela sexualidade.
Dois meses após o seu lançamento, foi anunciado que o videoclipe de "Indestrutível" foi indicado ao Prêmio Multishow de Música Brasileira 2018 na categoria "Melhor Clipe TVZ".

## Vídeo musical
Em 10 de abril de 2018, Vittar divulgou o videoclipe da canção. O artista fez uma transmissão ao vivo no Facebook ao lado de youtubers, artistas e ativistas LGBT como Aretuza Lovi, Federico Devito e Alexandra Gurgel por cerca de uma hora até divulgar o clipe, no qual fala sobre preconceitos que sofreu na escola.
Na transmissão ao vivo, Vittar também divulgou um leilão para arrecadar dinheiro para a Casa 1, um local em São Paulo que abriga pessoas LGBT em situação de risco, idealizado por Iran Gusti – que também estava na transmissão. No leilão, o figurino usado por Vittar no videoclipe foi vendido. No clipe, um ator retrata Pabllo na adolescência, sendo agredido verbal e fisicamente nos corredores da escola. Vittar encerra o vídeo com uma mensagem contra a homofobia: "São milhares de adolescentes que assim como eu sofreram esse tipo de agressão, tá na hora de transformar o preconceito em respeito, de aceitar as pessoas como elas são e querem ser, de olhar na cara da homofobia e dizer: eu sou assim, e daí?".

## Lista de faixas
- Download digital e streaming[1][6]

1. "Indestrutível" – 3:27

## Vendas e certificações
| Região                                                                                             | Certificação | Vendas  |
| -------------------------------------------------------------------------------------------------- | ------------ | ------- |
| Brasil (Pro-Música Brasil)                                                                         | Platina      | 80,000* |
| *números de vendas baseados somente na certificação ^distribuições baseadas apenas na certificação |              |         |